# 渡辺綱聡
渡辺 綱聰（わたなべ つなさと）は、江戸時代末期の尾張藩家老、明治期から昭和初期の華族。渡辺半蔵家13代当主。位階爵位は正四位男爵。

## 生涯
元治元年（1864年）、尾張藩御年寄加判・渡辺綱倫の長男として誕生した。
同年9月、父・綱倫が禁門の変の際に、長州兵に敗れた責めを負って自害したため、同年12月、渡辺家の家督を相続する。幼いため、存命であった隠居の曽祖父・規綱および分家で尾張藩御年寄列の渡辺新左衛門在綱の後見を受けた。慶応元年（1865年）、尾張藩年寄となる。明治2年（1872年）、代々治めた三河寺部領を政府に奉還する。

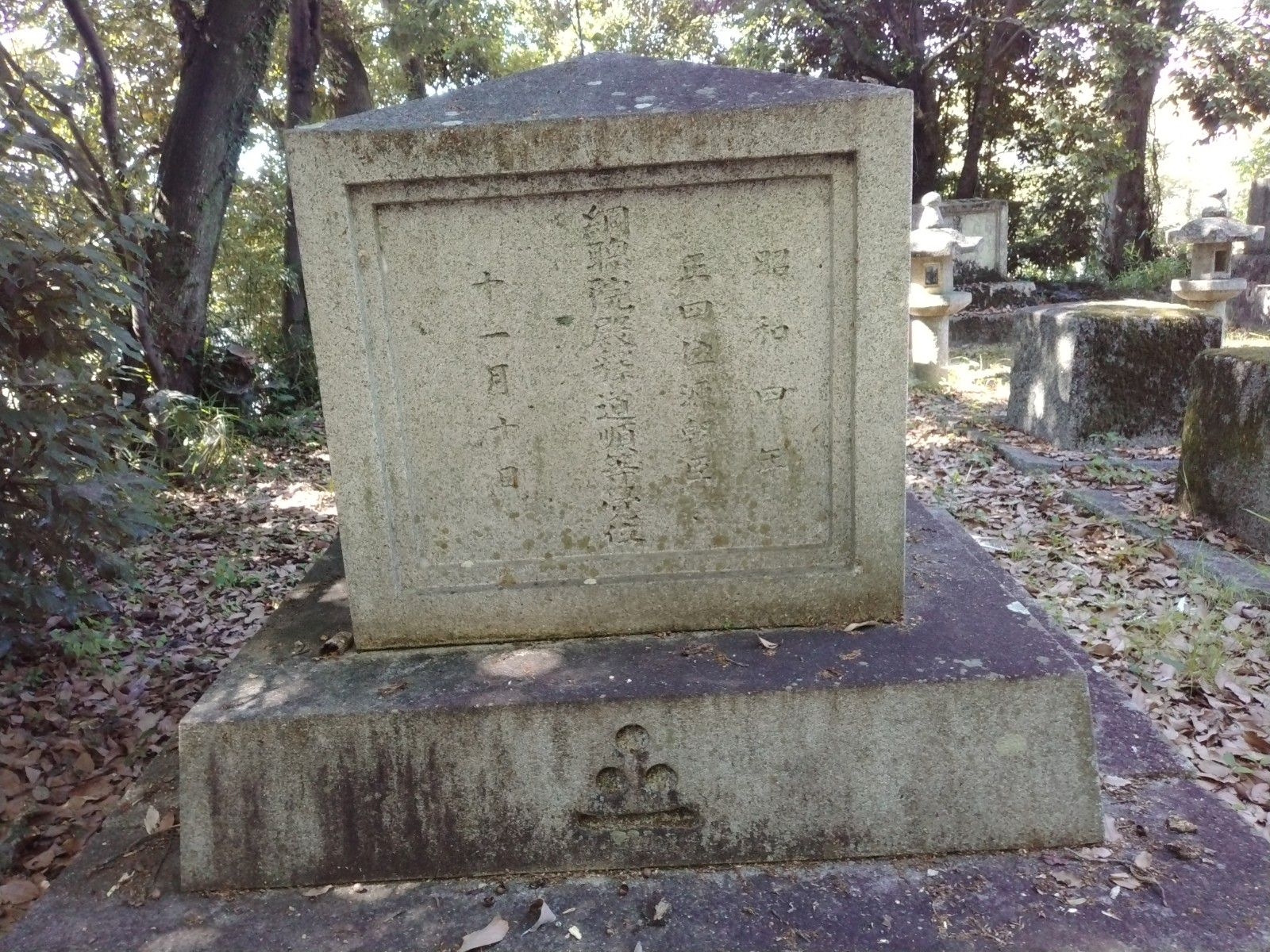
渡辺綱聡の墓(豊田市守綱寺)

1900年（明治33年）、男爵となり華族に列する。1922年（大正11年）1月9日に隠居し、同年1月30日、二男・修二が男爵を襲爵した。
1929年（昭和4年）11月10日死去。享年66。

## 系譜
- 父：渡辺綱倫
- 母：芳春　渋谷良徳（成瀬正茂）娘、成瀬正肥養女

## 栄典
- 1900年（明治33年）5月9日 - 男爵[4]